# Мелнишки конак
Мелнишкият конак е османска постройка, конак, в град Мелник, България. Конакът е обявен в 2015 година за паметник на културата като архитектурно-строителна и историческа недвижима културна ценност.
Коанкът е разположен в центъра на града, срещу градската библиотека.
Според преданията конакът е построен в 1821 година. В сградата се помещава градската и околийската управа по време на османското владичество. След освобождението на Мелник в 1912 година, конакът е превърнат в правителствено здание. Сградата на конака се ползва по-късно за училище, а след това става ученически пансион, след като до конака се построява отделна сграда за училището.
След като конакът е изоставен и години наред се руши, в 2016 година е внесен проект по програма на Европейския съюз за реставрацията на сградата. В 2017 година се изготвя проект за превръщането на конака в музей.